# Armin Schwarz
 (avril 2016).
Pour les articles homonymes, voir Schwarz.
Armin Schwarz, né le 16 juillet 1963 à Neustadt an der Aisch, est un pilote de rallye allemand ayant participé aux Championnats du monde des rallyes de 1988 à 2005. Remportant le Rallye de Catalogne en 1991, il obtient six autres podiums en championnat du monde. Il remporte également le Championnat d'Allemagne des rallyes en 1987 et 1988 ainsi que le Championnat d'Europe des rallyes en 1996.

## Carrière

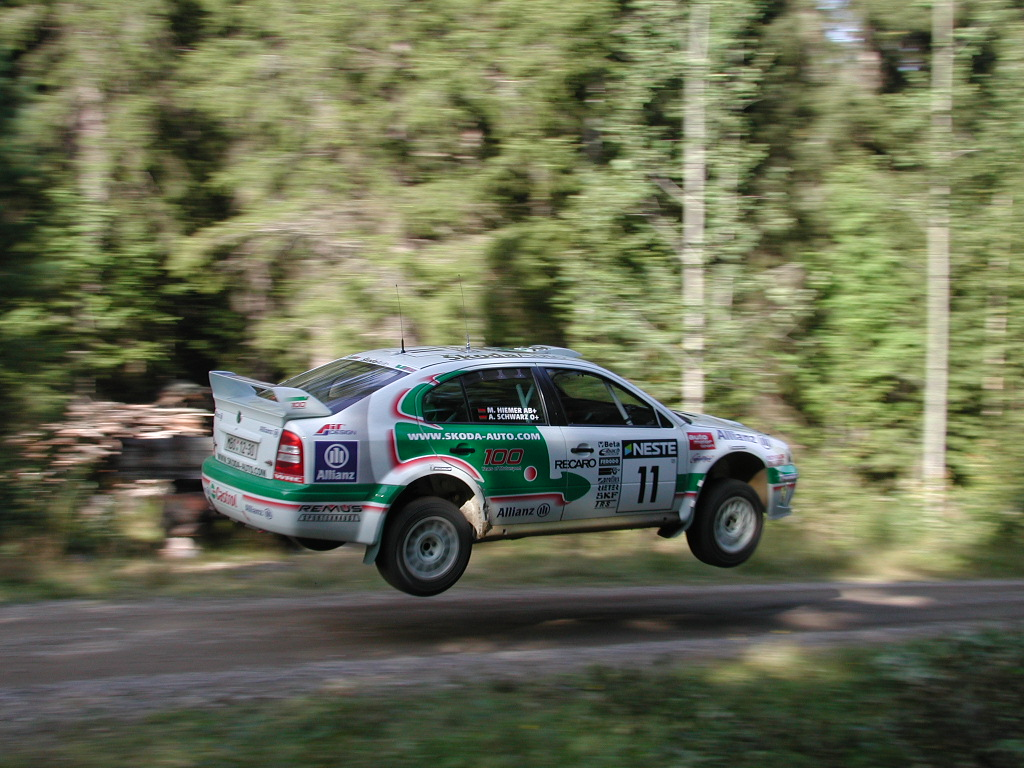
Schwarz conduisant une Škoda Octavia au Rallye de Finlande 2001.

Schwarz commence la compétition en 1983.
En 1986, il est déjà vainqueur de la Mitropa Cup (copilote Hösch, sur Audi 80 Quattro).
Après avoir remporté deux fois consécutivement le championnat d'Allemagne des rallyes (1987 -sur Audi Coupé quattro- et 1988 -sur Audi 200 quattro-), il fait ses débuts en Championnat du monde en 1988 et participe au championnat du monde 1990 au sein de l'équipe Toyota. Conduisant une Toyota Celica GT-4 (ST165), il obtient son premier podium mondial en 1991 en Australie avant de remporter la même année sa première et unique victoire mondiale en Catalogne.
En 1996, Toyota ne participe au Championnat du monde, l'équipe étant suspendue un an par la FIA à la suite d'une tricherie lors du Rallye de Catalogne 1995. Schwarz participe donc au Championnat d'Europe des rallyes. Il remporte quatre épreuves et le classement final du championnat, avec le français Denis Giraudet pour copilote. Il s'impose également lors du Rallye de Grande-Bretagne, rallye comptant alors uniquement pour le championnat du monde 2 litres.
En 1999, il s'engage avec Skoda et a comme meilleur résultat avec cette voiture une troisième place lors du Safari Rally en 2001. Il arrête sa carrière en championnat du monde à la fin de la saison 2005.
Schwarz réside maintenant en Autriche et travaille toujours dans le monde du sport automobile, non seulement comme pilote mais aussi comme manager de Skoda et comme commentateur TV. Il est marié et a deux enfants.

## Palmarès

### Victoire en WRC
| # | Saison | Rallye                  | Pays    | Copilote           | Voiture                    |
| - | ------ | ----------------------- | ------- | ------------------ | -------------------------- |
| 1 | 1991   | 27e Rallye de Catalogne | Espagne | Arne Hertz (Suède) | Toyota Celica GT-4 (ST165) |

### Podiums en WRC
- 2e du Rallye de l'Acropole : 1994;
- 3e du rallye d'Australie : 1991;
- 3e du rallye de l'Acropole : 1996;

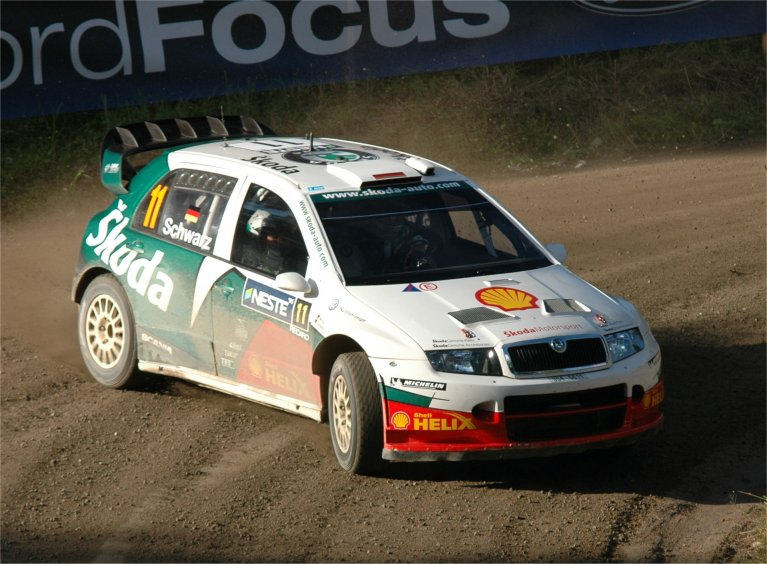
A. Schwarz au rallye de Finlande 2005.

- 3e du rallye de Nouvelle-Zélande : 1994;
- 3e du rallye du Portugal : 1997;
- 3e du rallye du Kenya : 2001;

### Résultats détaillés en WRC
| Année | Écurie                           | Voiture                     | 1        | 2        | 3        | 4        | 5        | 6        | 7        | 8        | 9        | 10       | 11       | 12       | 13       | 14       | 15     | 16    | Championnat des pilotes | Points |
| ----- | -------------------------------- | --------------------------- | -------- | -------- | -------- | -------- | -------- | -------- | -------- | -------- | -------- | -------- | -------- | -------- | -------- | -------- | ------ | ----- | ----------------------- | ------ |
| 1988  | Armin Schwarz                    | Audi 200 Quattro            | MON      | SWE      | POR      | KEN      | FRA      | GRE      | USA      | NZL      | ARG      | FIN      | CIV      | ITA      | GBR 5    |          |        |       | 37e                     | 8      |
| 1989  | Armin Schwarz                    | Audi 200 Quattro            | SWE      | MON      | POR      | KEN      | FRA      | GRE 8    | NZL      | ARG      |          | AUS      | ITA Abd. | CIV      |          |          |        |       | 41e                     | 7      |
| 1989  | Schmidt Motorsport               | Audi 200 Quattro            |          |          |          |          |          |          |          |          | FIN 7    |          |          |          | GBR Abd. |          |        |       | 41e                     | 7      |
| 1990  | Toyota Team Europe               | Toyota Celica GT-Four ST165 | MON 5    | POR Abd. | KEN      | FRA Abd. | GRE      | NZL      | ARG      | FIN      | AUS      | ITA Abd. | CIV      | GBR 7    |          |          |        |       | 19e                     | 12     |
| 1991  | Toyota Team Europe               | Toyota Celica GT-Four ST165 | MON 4    | SWE      | POR Abd. | KEN      | FRA Abd. | GRE 5    | NZL      | ARG      | FIN 9    | AUS 3    | ITA 8    | CIV      | ESP 1    | GBR      |        |       | 6e                      | 55     |
| 1992  | Toyota Team Europe               | Toyota Celica Turbo 4WD     | MON Abd. | SWE      | POR Abd. | KEN      | FRA 5    | GRE Abd. | NZL      | ARG      | FIN      | AUS      | ITA      | CIV      | ESP 5    | GBR      |        |       | 19e                     | 16     |
| 1993  | Mitsubishi Ralliart              | Mitsubishi Lancer RS        | MON 6    | SWE      | POR Abd. | KEN      | FRA      | GRE 3    | ARG      | NZL      | FIN 9    | AUS      | ITA      | ESP      | GBR 8    |          |        |       | 12e                     | 23     |
| 1994  | Mitsubishi Ralliart              | Mitsubishi Lancer RS        | MON 7    | POR      | KEN      | FRA      |          |          |          |          |          |          |          |          |          |          |        |       | 7e                      | 31     |
| 1994  | Mitsubishi Ralliart              | Mitsubishi Lancer Evo II    |          |          |          |          | GRE 2    | ARG      | NZL 3    | FIN      | ITA Abd. | GBR      |          |          |          |          |        |       | 7e                      | 31     |
| 1995  | Toyota Castrol Team              | Toyota Celica GT-Four ST205 | MON Abd. | SWE 9    | POR 4    | FRA Abd. | NZL 4    | AUS 5    | ESP Abd. | GBR      |          |          |          |          |          |          |        |       | Disqualifié             | 30     |
| 1997  | Ford Motor Co                    | Ford Escort WRC             | MON 4    | SWE 6    | KEN 4    | POR 3    | ESP Abd. | FRA 9    | ARG      | GRE      | NZL      | FIN      | IDN      | ITA      | AUS      | GBR      |        |       | 8e                      | 11     |
| 1998  | R.E.D. World Rally Team          | Ford Escort WRC             | MON      | SWE      | KEN      | POR      | ESP      | FRA      | ARG      | GRE      | NZL      | FIN      | ITA      | AUS      | GBR 7    |          |        |       | NC                      | 0      |
| 1999  | Škoda Motorsport                 | Škoda Octavia WRC           | MON Abd. | SWE      | KEN      | POR Abd. | ESP Abd. | FRA      | ARG      | GRE 12   | NZL      | FIN Abd. | CHN      | ITA Abd. | AUS      | GBR Abd. |        |       | NC                      | 0      |
| 2000  | Škoda Motorsport                 | Škoda Octavia WRC           | MON 7    | SWE      | KEN 7    | POR 8    | ESP 11   | ARG      | GRE 5    | NZL      | FIN      |          |          |          |          |          |        |       | 17e                     | 2      |
| 2000  | Škoda Motorsport                 | Škoda Octavia WRC Evo2      |          |          |          |          |          |          |          |          |          | CYP Abd. | FRA      | ITA 12   | AUS      | GBR 13   |        |       | 17e                     | 2      |
| 2001  | Škoda Motorsport                 | Škoda Octavia WRC Evo2      | MON 4    | SWE Abd. | POR Abd. | ESP Abd. | ARG Abd. | CYP 9    | GRE 7    | KEN 3    | FIN 15   | NZL      | ITA Abd. | FRA Abd. | AUS      | GBR 5    |        |       | 12e                     | 9      |
| 2002  | Hyundai Castrol World Rally Team | Hyundai Accent WRC2         | MON Abd. | SWE Abd. |          |          |          |          |          |          |          |          |          |          |          |          |        |       | NC                      | 0      |
| 2002  | Hyundai Castrol World Rally Team | Hyundai Accent WRC3         |          |          | FRA 13   | ESP 16   | CYP 7    | ARG Abd. | GRE 9    | KEN Abd. | FIN 13   | GER Abd. | ITA Abd. | NZL 10   | AUS Abd. | GBR Abd. |        |       | NC                      | 0      |
| 2003  | Hyundai World Rally Team         | Hyundai Accent WRC3         | MON 8    | SWE 13   | TUR Abd. | NZL Abd. | ARG Abd. | GRE Abd. | CYP 7    | GER 12   | FIN 12   | AUS 13   | ITA      | FRA      | ESP      | GBR      |        |       | 18e                     | 3      |
| 2004  | Škoda Motorsport                 | Škoda Fabia WRC             | MON      | SWE      | MEX      | NZL      | CYP      | GRE Abd. | TUR      | ARG      | FIN 12   | GER 11   | JPN      | GBR Abd. | ITA Abd. | FRA 8    | ESP 11 | AUS   | 29e                     | 1      |
| 2005  | Škoda Motorsport                 | Škoda Fabia WRC             | MON Abd. | SWE      | MEX 9    | NZL 10   | ITA EX   | CYP 13   | TUR Abd. | GRE 18   | ARG 16   | FIN 11   | GER Abd. | GBR 13   | JPN 10   | FRA Abd. | ESP 11 | AUS 8 | 24e                     | 1      |

### Championnat 2L.
- Vainqueur du RAC Rally : 1996;
  - 3e du rallye Monte-Carlo : 1996;

### Victoires en ERC
- Rallye d'hivers Sachs : 1988;
- Rallye Hunsrück : 1989 et 1996;
- Rallye de l'île de Man : 1996;
- Rallye de Chypre : 1996;
- Rallye Semperit : 1996 et 2000;
- Rallye de la Sarre : 2004.

### Autre victoire allemande
- Rallye des 3 Cîtés : 1988